# Termopsidae
Termopsidae är en familj av termiter. Termopsidae ingår i ordningen Isoptera, klassen egentliga insekter, fylumet leddjur och riket djur. Enligt Catalogue of Life omfattar familjen Termopsidae 6 arter. 
Kladogram enligt Catalogue of Life:
| Termopsidae | \| \| Porotermes \| \| \| \| \| \| Stolotermes \| \| \| \| \| \| Zootermopsis \| \| \| \| |
|             | \| \| Porotermes \| \| \| \| \| \| Stolotermes \| \| \| \| \| \| Zootermopsis \| \| \| \| |
|             | Kalotermitidae                                                                            |
|             |                                                                                           |
|             | Rhinotermitidae                                                                           |
|             |                                                                                           |
|             | Termitidae                                                                                |
|             |                                                                                           |
|             | Porotermes                                                                                |
|             |                                                                                           |
|             | Stolotermes                                                                               |
|             |                                                                                           |
|             | Zootermopsis                                                                              |
|             |                                                                                           |

|  | Porotermes   |
|  |              |
|  | Stolotermes  |
|  |              |
|  | Zootermopsis |
|  |              |

## Bildgalleri

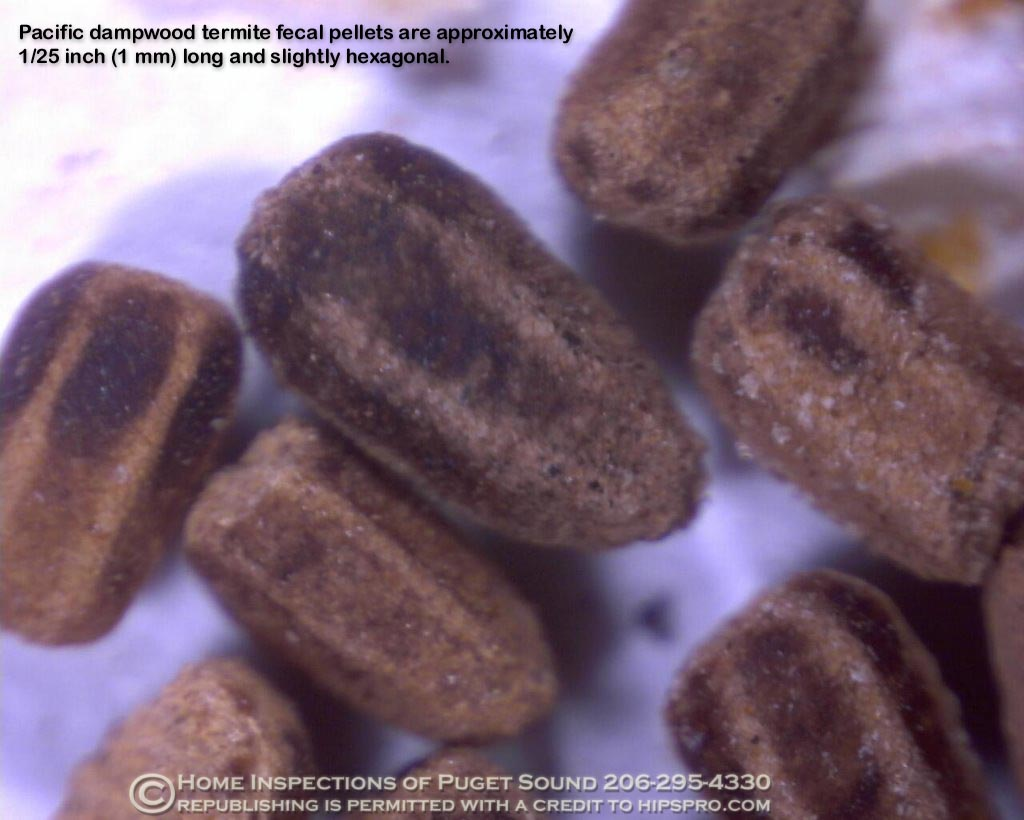
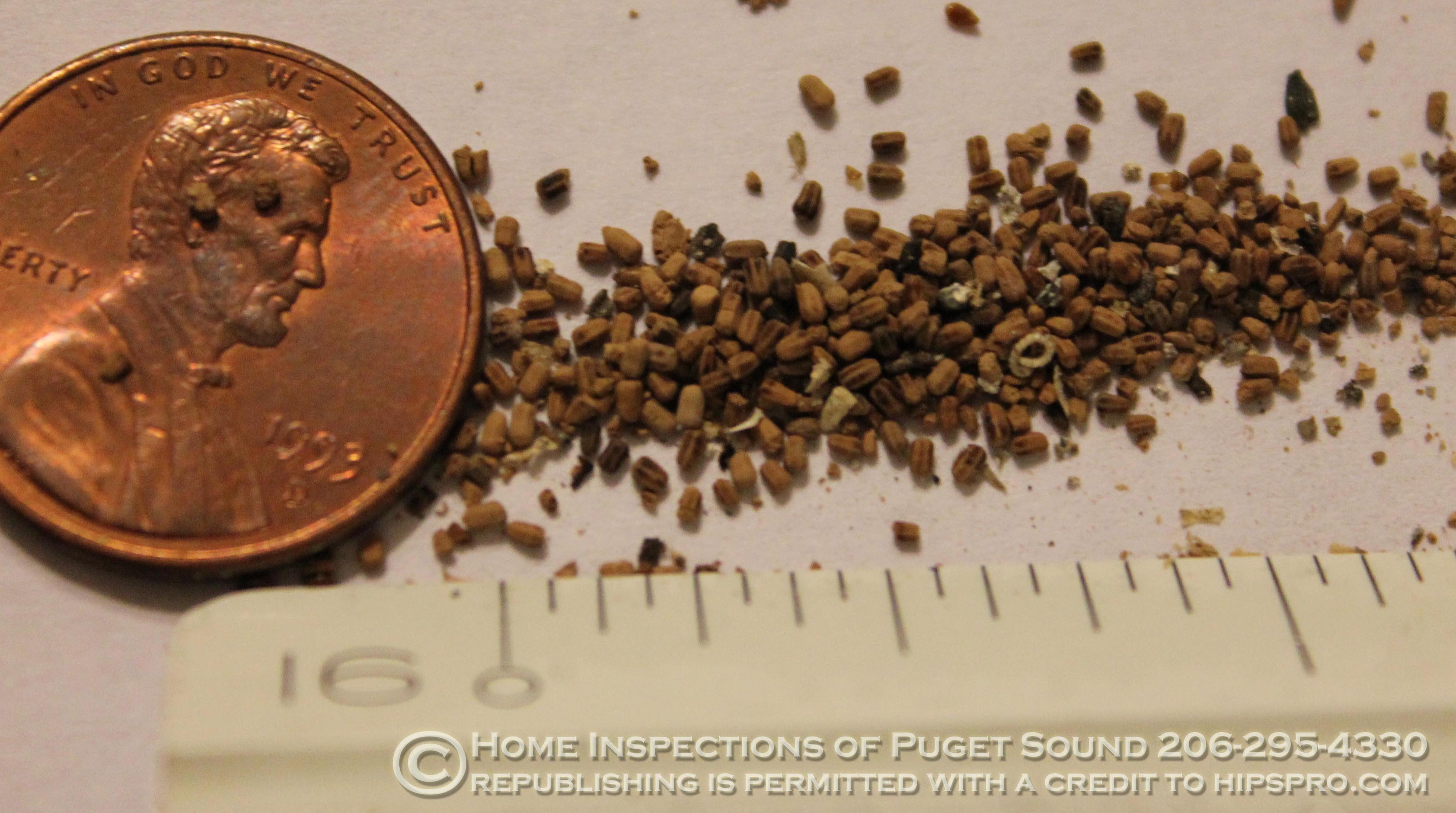